# Богуд
Богуд (погиб в 31 до н. э., Мефона) — царь Мавретании с 49 по 38 год до н. э., участник гражданской войны в Риме 44—31 годов до н. э.

## Биография
Богуд — сын царя Бокха I. В молодости его вместе с братом Бокхом изгнали из Мавретании. Об этом периоде нет точных сведений. В 49 году до н. э. Богуд вернулся на трон. Он разделил с Бокхом II власть над Мавретанией, получив земли к западу от реки Мулух.
Во время гражданской войны между цезарианцами и помпеанцами поддерживал первых. В 47 году до н. э. переправился на помощь Лепиду, который возглавлял восстание в провинции Дальняя Испания против наместника Квинта Кассия Лонгина. Помог Цезарю во время военной кампании в Африке в 46 году до н. э. В частности, оказал поддержку Публию Ситтию, а впоследствии атаковал отступавшие войска нумидийского царя Юбы I. Считалось, что его жена Эвноя была любовницей Цезаря во время пребывания того в Африке.
Выдающуюся роль Богуд сыграл в военной кампании 45 года до н. э. против Гнея Помпея Магна Младшего в Испании. Он решил исход битвы при Мунде тем, что напал на лагерь врагов, заставив Тита Лабиена оставить поле битвы и обратиться против него.
В междоусобной войне между Марком Антонием и Октавианом Августом Богуд был на стороне первого, но потерял в 38 году до н. э., во время похода в Испанию против сторонников Октавиана, своё царство, доставшееся его брату. Погиб в 31 году до н. э. в борьбе против Марка Агриппы при осаде Мефоны, который он занял.